# Christian Wyneken

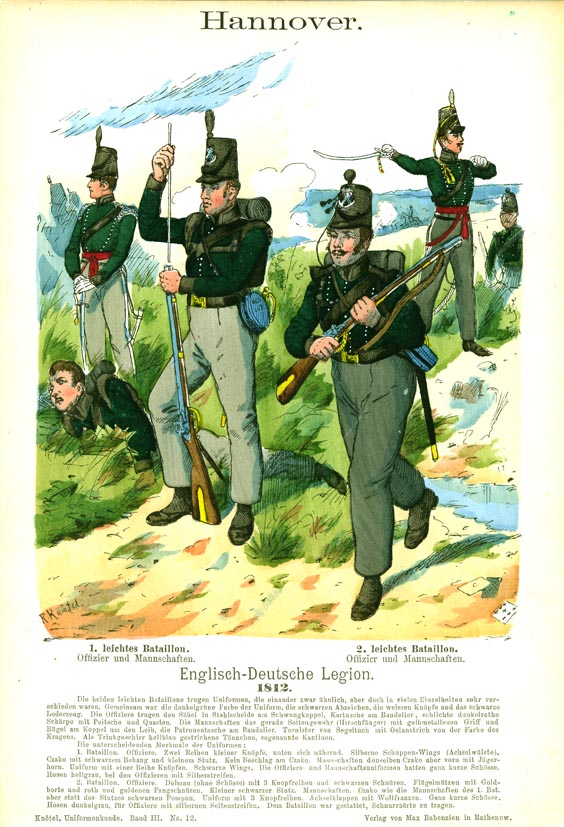
1. und 2. Leichtes Bataillon der King’s German Legion

Christian Wilhelm August Johann Ernst Wyneken  (* 14. März 1783 auf Rüstje bei Stade; † 10. September 1853 in Verden) war hannoverischer Generalleutnant und zuletzt Kommandeur der 2. Infanterie-Division.

## Leben
Christian Wyneken trat im März 1798 in braunschweigisch-lüneburgische Dienste und kam in das 11. Infanterie-Regiment. Er wurde am 4. Mai 1802 Fähnrich im 8. Infanterie-Regiment (Schreibweise des Namens damals zuletzt „Wynecken“). Nach der Kapitulation der kurhannoverschen Armee ging er zur King’s German Legion. Dort kam er am 20. Dezember 1803 in das 1. Leichte Bataillon. 1805/6 befand er sich bei der Expedition nach Hannover, 1807 und 1808 bei denen nach der Ostsee, 1808/9 kämpfte er unter Sir John Moore in Spanien, 1809 unter Lord Chatham bei der Walcheren-Expedition, von 1811 bis 1813 unter dem Herzog von Wellington wieder auf der iberischen Halbinsel und dann im südlichen Frankreich sowie 1815 in den Niederlanden. In der Zeit wurde er am 1. März 1805 Leutnant und am 17. Dezember 1813 Hauptmann. Bei Tolosa, vor Bayonne und in der Schlacht bei Waterloo wurde er verwundet.
Nach dem Krieg wurde er am 1. März 1816 mit Majorspatent zum 25. Oktober 1815 in das Garde-Jäger-Regiment der neuen Armee versetzt. Dort wurde er am 18. März 1820 dann zum wirklichen Major und am 30. Dezember 1831 Oberstleutnant. Von 1831 bis zum 1. Februar 1838 war er Kommandeur des Land-Dragonerkorps (Gendarmerie), anschließend wurde er Kommandant des Leibregiments unter König Ernst August I. Am 6. März 1840 erhielt er die Beförderung zum Oberst, bevor er am 5. Juni 1845 als Kommandeur zur 3. Infanterie-Brigade versetzt wurde und am 6. Juni 1846 die Beförderung zum Generalmajor erhielt. Im Jahr 1848 kam er als Kommandeur zur 2. Infanterie-Division. Im Winter 1848/49 kommandierte er ein Korps, das zur Aufstandsbekämpfung nach Thüringen geschickt wurde. Während der schleswig-holsteinischen Erhebung gegen Dänemark kommandierte Wyneken 1849 die Hannoversch-sächsische Division (2. Division) des X. Bundes-Armee-Korps.
Er wurde noch am 24. Mai 1852 zum Generalleutnant befördert, bevor er am 10. September 1853 in Verden verstarb.
Er war seit 1816 Inhaber des Guelphen-Ordens 3. Klasse, was der Erhebung in den persönlichen Adelsstand gleichkam, seit 1817 der Waterloo-Medaille und erhielt 1843 bzw. 1847 das Kommandeurskreuz 2. bzw. 1. Klasse und schließlich 1849 das Großkreuz des Guelphen-Ordens.

## Familie
Sein Bruder Friedrich Wyneken (1782–1871) war ebenfalls hannoverischer Generalleutnant. Sie sind Verwandte des Missionars Friedrich Conrad Dietrich Wyneken.
Christian Wyneken heiratete 1818 in der Kirche zu Rethmar Charlotte Louise Henriette geb. Baring (1798–1832), Tochter des Juristen und Verwaltungsbeamten als königlich-hannoverscher Geheimer Kanzleirat im Staatsministerium, Albrecht Friedrich Georg Baring (1767–1835) und dessen 1796 geheirateter Ehefrau Amalie geb. Scheele (1773–1824). Wynekens hatten drei Kinder:
- Amalie Wyneken ⚭ Rittergutsbesitzer Harry Volger († 1892) zu Adendorf bei Lüneburg
- Charlotte Wyneken († 1894 in England), Chanoinesse zu Marienwerder, lebte später in Großbritannien
- Barthold Wyneken († 1908 in Hamburg), Major a. D., wohnte einige Jahre auf der Insel Juist, starb unverheiratet.

Wynekens Ehefrau wurde auf dem Neustädter Friedhof in Hannover beerdigt.